# Стрејмој
Стрејмој (ферј. Streymoy, дан. Strømø) је највеће острво и најнасељеније острво на Фарским Острвима. Главни и највећи град је Торсхавн. Име „Стрејмој“ значи „острво морских струја“.

## Географија
Острво се протеже у правцу северозапад-југоисток, са дужином око 47 km и ширином око 10 km. Две фјорда се налазе на југоистоку: Kollafjørður и Kaldbaksfjørður. Острво је брдовито, посебно на северозападу, са највишим врхом од 789 m. Као и већина Фарских Острва, на острву се налази неколико потока са мали језерима. Главна вегетација је трава, без дрвећа.
Стрејмој је одвајен од суседног острва Ејстурој, другог по величини острва на Фарским острвима, уским Сундини пролазом на истоку. Западно се налази острво Вагар, и на југу острво Сандој. Још неколико мањих острва се налази око острва: Колтур, Хестур и Нолсој.

## Становништво
Око 21.000 становника живи на острву, што чини око 40% од целог становништва Фарских Острва. Већина становника живи у главном граду Торсхавну који има око 15.000 становника. Главни граг је, поред седишта власти, главна лука и седиште универзитета. Друга већа места је Вестмана, је бивша лука на западу.

## Саобраћај
Сва насељена места су повезана путем. Главни пут ка Торсхавну пролази кроз 2,8km тунел. Острво је спојено са суседним острвом Ејстурој са мостом. Од 2002, острво Вагар је спојено са тунелом од 4km испод мора. 
Острво је спојено са редовним путничким трајектима са острвима Сандој и Судурој. Преко лета возе и трајекти између Торсхавна према Ханстхолму, у Данској, Лервик на Шетланду (Шкотска), Берген (Норвешка) и Seyðisfjörður (Исланд).

## Галерија
- Мапа острва
- Мост између Стрејмоја и Ејстуроја
- Торсхван